# Antequera (Paraguai)

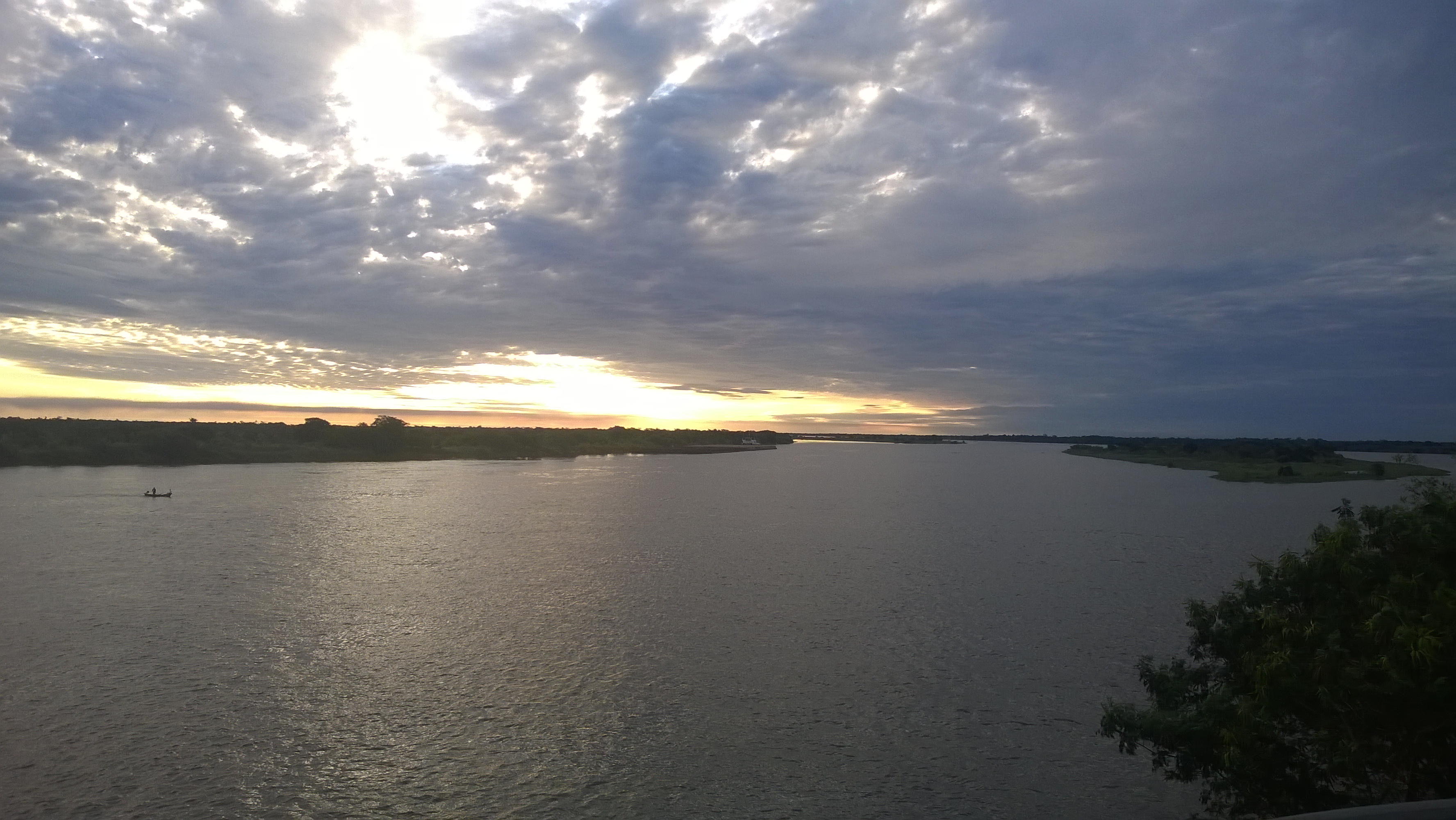
Vista sobre o rio Paraguai, visto de Puerto Antequera.

Antequera é um distrito do Paraguai, localizado no departamento de San Pedro (departamento do Paraguai).

## Transporte
O município de Antequera é servido pela seguinte rodovia:
- Ruta 11, que liga a cidade ao município de Capitán Bado (Departamento de Amambay).[1][2][3]